# Attelabus nigripes
Espèce
Attelabus nigripes est une espèce d'insectes coléoptères appartenant à la famille des Attelabidae.